# Некрополь у Кремлёвской стены
Некро́поль у Кремлёвской стены́ — мемориальное кладбище на московской Красной площади у Кремлёвской стены, которая служит колумбарием для урн с прахом. Место погребения государственных, партийных и военных деятелей Советского государства, участников Октябрьской революции 1917 года. В 1920—1930-е здесь также хоронили иностранных коммунистов-революционеров, например, писателя и журналиста Джона Рида, основателя компартии Японии Сэна Катаяму, революционерку Клару Цеткин, немецкого политика Фрица Геккерта и других.
С 1974 года некрополь охраняется государством как памятник культуры. Он является объектом Службы коменданта Московского Кремля.

## Описание некрополя
Территория у стены между Никольской и Спасской башнями, выходящая на северную часть Красной площади, использовалась для захоронений и служит колумбарием для урн с прахом. В народе его прозвали «Стеной коммунаров».
В нишах за гранитными досками находятся 115 урн с прахом революционеров-подпольщиков, первых наркомов, членов Коминтерна, военачальников, космонавтов и видных учёных. Первая гранитная доска появилась 5 апреля 1925 года: в стене замуровали урну с прахом ветерана революции, заместителя председателя ВСНХ Мирона Владимирова. Надпись на доске: «Борец за освобождение рабочего класса, подвижник социалистического строительства Мирон Константинович Владимиров (товарищ Лева)».

## Виды захоронений
- Погребение без кремации в гробу и могиле у Кремлёвской стены справа от Мавзолея. Так похоронены:

| Деятель                       | Занимаемый пост                                  | Дата захоронения                                                                   | Надгробие |
| ----------------------------- | ------------------------------------------------ | ---------------------------------------------------------------------------------- | --------- |
| Яков Михайлович Свердлов      | Председатель Всероссийского ЦИК                  | 18 марта 1919                                                                      |           |
| Михаил Васильевич Фрунзе      | Председатель Революционного военного совета СССР | 3 ноября 1925                                                                      |           |
| Феликс Эдмундович Дзержинский | Председатель ОГПУ СССР при СНК СССР              | 22 июля 1926                                                                       |           |
| Феликс Эдмундович Дзержинский | Председатель ВСНХ                                | 22 июля 1926                                                                       |           |
| Михаил Иванович Калинин       | Председатель Президиума Верховного Совета СССР   | 5 июня 1946 (Согласно сообщению в газете «Вечерняя Москва» от 6 июня 1946)         |           |
| Андрей Александрович Жданов   | Секретарь ЦК ВКП (б)                             | 2 сентября 1948 (Согласно сообщению в газете «Вечерняя Москва» от 3 сентября 1948) |           |
| Андрей Александрович Жданов   | Член Политбюро ЦК ВКП (б)                        | 2 сентября 1948 (Согласно сообщению в газете «Вечерняя Москва» от 3 сентября 1948) |           |
| Иосиф Виссарионович Сталин    | Председатель Совета Министров СССР               | 1 ноября 1961 (до перезахоронения в могиле покоился в Мавзолее)                    |           |
| Климент Ефремович Ворошилов   | Председатель Президиума Верховного Совета СССР   | 6 декабря 1969                                                                     |           |
| Климент Ефремович Ворошилов   | Народный комиссар обороны СССР                   | 6 декабря 1969                                                                     |           |
| Семён Михайлович Будённый     | Маршал Советского Союза                          | 30 октября 1973                                                                    |           |
| Михаил Андреевич Суслов       | Член Политбюро ЦК КПСС                           | 29 января 1982                                                                     |           |
| Михаил Андреевич Суслов       | Секретарь ЦК КПСС                                | 29 января 1982                                                                     |           |
| Леонид Ильич Брежнев          | Генеральный секретарь ЦК КПСС                    | 15 ноября 1982                                                                     |           |
| Леонид Ильич Брежнев          | Председатель Президиума Верховного Совета СССР   | 15 ноября 1982                                                                     |           |
| Юрий Владимирович Андропов    | 14 февраля 1984                                  |                                                                                    |           |
| Юрий Владимирович Андропов    | 14 февраля 1984                                  | Генеральный секретарь ЦК КПСС                                                      |           |
| Константин Устинович Черненко | 13 марта 1985                                    |                                                                                    |           |
| Константин Устинович Черненко | 13 марта 1985                                    | Председатель Президиума Верховного Совета СССР                                     |           |
| Константин Устинович Черненко | 13 марта 1985                                    | Член Политбюро ЦК КПСС                                                             |           |

- «Замуровление урны с прахом в Кремлёвской стене» — вид погребения, который появился в 1925 году. Поначалу возникли сложности с ритуалом доставки урн на Красную площадь. Например, во время похорон заместителя председателя ВСНХ СССР Мирона Владимирова к стене несли гроб с прахом. В дальнейшем похоронную традицию отладили[9].

| Левая сторона (справа налево) | Правая сторона (справа налево) |
| --- | --- |
| 1. Орджоникидзе Григорий Константинович (1886—1937) 2. Киров Сергей Миронович (1886—1934) 3. Куйбышев Валериан Владимирович (1888—1935) 4. Горький Алексей Максимович (1868—1936) 5. Ульянова Мария Ильинична (1878—1937) 6. Чкалов Валерий Павлович (1904—1938) 7. Крупская Надежда Константиновна (1869—1939) 8. Серов Анатолий Константинович (1910—1939) 9. Осипенко Полина Денисовна (1907—1939) 10. Раскова Марина Михайловна (1912—1943) 11. Кравченко Григорий Пантелеевич (1912—1943) 12. Памфилов Константин Дмитриевич (1901—1943) 13. Ярославский Емельян Михайлович (1878—1943) 14. Николаева Клавдия Ивановна (1893—1944) 15. Шапошников Борис Михайлович (1882—1945) 16. Щербаков Александр Сергеевич (1901—1945) 17. Потёмкин Владимир Петрович (1878—1946) 18. Вахрушев Василий Васильевич (1902—1947) 19. Землячка Розалия Самойловна (1876—1947) 20. Толбухин Фёдор Иванович (1894—1949) 21. Владимирский Михаил Фёдорович (1874—1951) 22. Ефремов Александр Илларионович (1904—1951) 23. Мехлис Лев Захарович (1889—1953) 24. Шкирятов Матвей Фёдорович (1883—1954) 25. Кузьмин Анатолий Николаевич (1903—1954) 26. Вышинский Андрей Януарьевич (1883—1954) 27. Говоров Леонид Александрович (1897—1955) 28. Юдин Павел Александрович (1902—1956) 29. Лихачёв Иван Алексеевич (1896—1956) 30. Носенко Иван Исидорович (1902—1956) 31. Завенягин Авраамий Павлович (1901—1956) 32. Малышев Вячеслав Александрович (1902—1957) 33. Жук Сергей Яковлевич (1892—1957) 34. Петровский Григорий Иванович (1878—1958) 35. Тевосян Иван Фёдорович (1902—1958) 36. Кржижановский Глеб Максимилианович (1872—1959) 37. Курчатов Игорь Васильевич (1903—1960) 38. Неделин Митрофан Иванович (1902—1960) 39. Хруничев Михаил Васильевич (1901—1961) 40. Ванников Борис Львович (1897—1962) 41. Хрулёв Андрей Васильевич (1892—1962) 42. Антонов Алексей Иннокентьевич (1896—1962) 43. Дыгай Николай Александрович (1908—1963) 44. Кучеренко Владимир Алексеевич (1909—1963) 45. Куусинен Отто Вильгельмович (1881—1964) 46. Бирюзов Сергей Семёнович (1904—1964) 47. Козлов Фрол Романович (1908—1965) 48. Курашов Сергей Владимирович (1910—1965) 49. Королёв Сергей Павлович (1907—1966) 50. Рудаков Александр Петрович (1910—1966) 51. Игнатов Николай Григорьевич (1901—1966) 52. Стасова Елена Дмитриевна (1873—1966) 53. Малиновский Родион Яковлевич (1898—1967) 54. Комаров Владимир Михайлович (1927—1967) 55. Воронов Николай Николаевич (1899—1968) 56. Гагарин Юрий Алексеевич (1934—1968) 57. Серёгин Владимир Сергеевич (1922—1968) 58. Соколовский Василий Данилович (1897—1968) 59. Рокоссовский Константин Константинович (1896—1968) 60. Мерецков Кирилл Афанасьевич (1897—1968) 61. Тимошенко Семён Константинович (1895—1970) 62. Ерёменко Андрей Иванович (1892—1970) 63. Шверник Николай Михайлович (1888—1970) 64. Добровольский Георгий Тимофеевич (1928—1971) 65. Волков Владислав Николаевич (1935—1971) 66. Пацаев Виктор Иванович (1933—1971) 67. Захаров Матвей Васильевич (1898—1972) 68. Крылов Николай Иванович (1903—1972) 69. Конев Иван Степанович (1897—1973) 70. Гречко Андрей Антонович (1903—1976) 71. Якубовский Иван Игнатьевич (1912—1976) | 1. Хейвуд, Уильям Дадли (1869—1928) 2. Ландлер Енё (1875—1928) 3. Макманус, Артур (1889—1927) 4. Рутенберг Чарльз Эмиль (1882—1927) 5. Владимиров Мирон Константинович (1879—1925) 6. Устинов Дмитрий Фёдорович (1908—1984) 7. Костандов Леонид Аркадьевич (1915—1984) 8. Пельше Арвид Янович (1899—1983) 9. Баграмян Иван Христофорович (1897—1982) 10. Косыгин Алексей Николаевич (1904—1980) 11. Кулаков Фёдор Давыдович (1918—1978) 12. Келдыш Мстислав Всеволодович (1911—1978) 13. Василевский Александр Михайлович (1895—1977) 14. Жуков Георгий Константинович (1896—1974) 15. Каменев Сергей Сергеевич (1881—1936) 16. Карпинский Александр Петрович (1846—1936) 17. Геккерт Фриц (1884—1936) 18. Товстуха Иван Павлович (1889—1935) 19. Смидович Пётр Гермогенович (1874—1935) 20. Довгалевский Валериан Савельевич (1885—1934) 21. Менжинский Вячеслав Рудольфович (1874—1934) 22. Штейнгарт Александр Матвеевич (1887—1934) 23. Усыскин Илья Давыдович (1910—1934) 24. Васенко Андрей Богданович (1899—1934) 25. Федосеенко Павел Фёдорович (1898—1934) 26. Луначарский Анатолий Васильевич (1875—1933) 27. Катаяма Сэн (1859—1933) 28. Гольцман Абрам Зиновьевич (1894—1933) 29. Баранов Пётр Ионович (1892—1933) 30. Гусев Сергей Иванович (1874—1933) 31. Свидерский Алексей Иванович (1878—1933) 32. Ольминский Михаил Степанович (1863—1933) 33. Стопани Александр Митрофанович (1871—1932) 34. Киркиж Куприян Осипович (1888—1932) 35. Покровский Михаил Николаевич (1868—1932) 36. Стучка Пётр Иванович (1865—1932) 37. Юрий Ларин (Михаил Залманович Лурье) (1882—1932) 38. Триандафиллов Владимир Кириакович (1894—1931) 39. Михайлов-Иванов Михаил Сильверстович (1894—1931) 40. Лепсе Иван Иванович (1889—1929) 41. Скворцов-Степанов Иван Иванович (1870—1928) 42. Цюрупа Александр Дмитриевич (1870—1928) 43. Красин Леонид Борисович (1870—1926) 44. Цеткин Клара (1857—1933) |

Братские могилы:
1917 год: Андреев Павлик, Баскаков Т. А., Вальдовский Я. М., Вевер О., Вирземнек О. К., Войтович В. Е., Елагин Г. Л., Звейнек Я. Е., Киреев А. А., Лисинова Л. А., Михайлов Л. Ф., Морозов В. Е., Сахаров, Снегирёв Н. М., Степачев И. Г., Сухарев А. А., Ширяев С. А., Щербаков П. П.
«Двинцы»: Сапунов Е. Н., Воронов А. П., Скворцов Г. А., Тимофеев А. Т., Запорожец А. П., Назаров И. А., Усольцев М. Т., Трунов Н. Р., Гавриков Я. В., Владимиров С. В., Инюшев А. А., Неделкин Т. Ф., Тимофеев Г.
«Кремлёвцы»: Дудинский И. А., Агафошин С., Горюнов С., Звонов, Зимин И., Иванов И., Кокорев С., Косарев А., Коспяник П., Крашенильников В., Лещиков А., Лизенко Ф., Лысенков Ф., Петухов И., Романов В., Рыжев М., Смирнов А., Сологудинов Ф., Сопляков, Фёдоров С., Хохлов С., Ципляков С., Шефаревич В.
«Самокатчики»: Томский Г. В., Дроздов Ф., Есаулов Д.
1918: Ванторин А. И., Тяпкин П. Г., Эров И. С., Барасевич Ф. К., Гадомский А. В., Драудынь М., Засухин П. А., Квардаков А. В., Кучутенков А. А., Пекалов С. М., Прямиков Н. Н., Смилга И. И., Хорак А., Швырков Е. П.
1919: Звейнек Г. П., Загорский В. М., Волкова М., Игнатова И. М., Кваш А. Л., Колбин, Кропотов Н. Н., Николаева А. Ф., Разоренов-Никитин Г. Н., Сафонов А. К., Титов Г. В., Халдина А. Н., Танкус С. Н., Мокряк М. И., Станкевич А. В.
1920: Подбельский В. Н., Бочаров Я. И., Хомяков И. М., Янышев М. П., Осен А., Арманд И. Ф., Джон Рид, Ковшов В. Д.
1921: Карпов Л. Я., Русаков И. В.,
авария аэровагона: Абаковский В. И., Артём (Сергеев Ф. А.), Гельбрих О., Константинов И., Струпат О., Фриман Д., Хьюлетт В. Д.
1922 : Афонин Е. Л., Жилин И. Я.
1923: Воровский В. В., Воровская Д. М.
1924: Ногин В. П., Лихачёв В. М.
1925: Нариманов Н.
1927: Войков П. Л.

## История

### Царское время
В царские времена вдоль Кремлёвской стены только между Спасскими и Никольскими воротами находились пятнадцать небольших погостов — в то время у стены хоронили простой люд. В 1552 году царь Иван Грозный присутствовал на похоронах юродивого Василия Блаженного на погосте церкви Святой Троицы над кремлёвским рвом. С 1554 года на этом месте стоит храм его имени. Там же покоятся под спудом останки юродивого Иоанна Вологодского. Другие храмы при кладбищах просуществовали до середины XVII века.

### Братские могилы
Некрополь в современном виде основали в ноябре 1917 года: 5—8 ноября 1917-го в газете «Социал-демократ» опубликовали обращения к организациям и частным лицам дать сведения о сражавшихся на стороне большевиков и павших во время Октябрьского вооружённого восстания. 7 ноября Московский военно-революционный комитет постановил устроить братскую могилу на Красной площади и назначил похороны павших на 10 ноября . Представители церкви высказались против гражданских захоронений без отпевания рядом с «великими русскими святынями».
8 ноября между Кремлёвской стеной и пролегавшими параллельно ей трамвайными рельсами вырыли две 75-метровые братские могилы. Одна могила протянулась от Никольских ворот до Сенатской башни, вторая — от Сенатской башни до Спасских ворот. 9 ноября газеты опубликовали подробные маршруты траурных процессий 11-ти городских районов и часы их прибытия на Красную площадь. На случай недовольства горожан московский ВРК постановил вооружить участвующих в похоронах солдат винтовками. 10 ноября в братские могилы опустили 238 гробов.
На открытии некрополя после речи Владимира Ленина хор исполнил кантату на стихи Сергея Есенина «Спите, любимые братья, в свете нетленных гробниц». Всего в 1917-м захоронили 240 погибших, из которых точно известны имена 57 человек.
Позже у Кремлёвской стены появилось ещё 15 «братских могил борцов революции»: людей, умерших своей смертью или погибших при катастрофах. Например, Артём (Фёдор Сергеев) и ряд других большевиков, погибших при крушении аэровагона. Но с 1928 года эта практика прекратилась.
В первые годы Советской власти 7 ноября и 1 мая у братских могил выставляли почётный воинский караул, а полки принимали присягу. Всего в братских могилах у стены похоронено более 300 человек, из них точно известны имена 110 человек и предположительно ещё 122.
3 декабря 1966 года, в день 25-летия разгрома немецких войск под Москвой, у Кремлёвской стены появился первый вечный огонь. Он стал центральным мемориалом в России. На этом месте захоронили прах неизвестного солдата, найденный на 41-м километре Ленинградского шоссе. Надпись на гранитных плитах могилы неизвестного солдата: «Имя твоё неизвестно. Подвиг твой бессмертен».
18 июля 1991 года на братской могиле у Кремлёвской стены были выбиты три новых имени: Ван, Чжан и Иван Котов. Это имена красногвардейцев, во время октябрьских боёв 1917 года бравших телефонную станцию в Милютинском переулке и в 1918 году охранявших демонстрацию рабочих Замоскворечья и погибших в перестрелке. Все они были похоронены на Красной площади в братской могиле.

### Персональные захоронения
В 1919 году на Красной площади впервые в отдельной могиле захоронили большевика и революционера Якова Свердлова. А в конце 1926 года в стене расположили прах умершего в Лондоне советского посла Леонида Красина. Во время прощания с ним появилась традиция торжественного захоронения.
После открытия первого московского крематория в 1927 году большую часть погребённых в некрополе хоронили кремированными. Урны с прахом заключали в стену по обе стороны Сенатской башни под мемориальными плитами: справа в 1925—1936 годах (кроме С. М. Кирова, В. В. Куйбышева и А. М. Горького) и с 1977 года, а с 1937 по 1976 на левой стороне. Исключение сделали для маршала Георгия Жукова — его прах захоронили в 1974 году на правой стороне рядом с военачальником Сергеем Каменевым.
Независимо от вида погребения в прессе и на телевидении использовалась формулировка «похоронен на Красной площади у Кремлёвской стены». Политики, которые на момент смерти были в опале или на пенсии, не получали места у стены. Так, Никита Хрущёв и партдеятели Анастас Микоян и Николай Подгорный похоронены на Новодевичьем кладбище. Хотя и здесь тоже были исключения, например, занимавшие в разное время должность Председателя Президиума Верховного Совета СССР Н. М. Шверник и К. Е. Ворошилов на момент смерти находились на пенсии, но тем не менее, они были похоронены у Кремлёвской стены, а Ворошилов даже удостоился отдельной могилы. В отставке на момент смерти находился и бывший Председатель Совета Министров СССР в 1964—1980 гг. А. Н. Косыгин, но он тоже был похоронен у Кремлёвской стены.
В 1930 году у стены установили однотипные монументы и надгробия. Отдельные и коллективные захоронения у Спасской и Никольской башни объединили с двумя братскими могилами и соорудили гостевые трибуны.
В некрополе в 1930-е — 1940-е также хоронили выдающихся лётчиков, в 1960-е — 1970-е — погибших космонавтов, крупных учёных. До 1976 года у Кремлёвской стены хоронили умерших маршалов Советского Союза, позже их стали хоронить и на других московских кладбищах.
По поводу смерти ряда людей — Владимира Ленина, Иосифа Сталина, Юрия Гагарина, Михаила Суслова, Леонида Брежнева, Юрия Андропова, Дмитрия Устинова, Константина Черненко — в стране объявляли государственный траур. На эти дни отменяли развлекательные передачи, закрывали кинотеатры, театры и концертные залы. Школьников отпускали на выходные (но сами школы как таковые работали), государственные предприятия на пять минут приостанавливали работу и давали залп гудками. Похороны особо выдающихся людей на Красной площади транслировали по радио и телевидению. Впервые по радио транслировали похороны С. П. Королёва в 1966 году, а по телевидению — похороны Р. Я. Малиновского в 1967 году. Последним в Кремлёвскую стену поместили прах министра обороны СССР Дмитрия Устинова (1984), а последним похороненным в могиле у стены стал генсек ЦК КПСС Константин Черненко (1985). В 1989 году обсуждалось захоронение у Кремлёвской стены дипломата Андрея Громыко, но его похоронили на Новодевичьем кладбище согласно завещанию и просьбам родственников.
После этого вопрос о захоронении на Красной площади никогда не поднимался, несмотря на наличие технической возможности. В настоящее время решение вопроса о возобновлении захоронений у Кремлёвской стены находится в исключительной компетенции Президента Российской Федерации.
Всего в некрополе покоятся более 400 человек, из них 50 — иностранцы, представители более двадцати национальностей.

### Оформление некрополя
В апреле 1918-го Моссовет объявил конкурс на создание на Красной площади монумента Пролетарской революции и павшим товарищам. В июне того же года утвердили проект оформления братских и индивидуальных могил: некрополь предполагали превратить в террасу, приподнятую над остальной территорией площади. На стене Сенатской башни установили мемориальную доску, земляные холмы над могилами выровняли, обложили дёрном и украсили цветниками, а также по поручению президиума у могил посадили три ряда лип и на аллее установили электрическое освещение.
В конкурсе мемориальных досок победил барельеф Сергея Конёнкова — «Крылатый Гений» с красным знаменем в одной руке и пальмовой ветвью в другой. Эпитафия гласила: «Павшим в борьбе за мир и братство народов». Открытие памятника состоялось 7 ноября 1918-го в честь празднования первой годовщины революции.
В 1918-м по предложению Владимира Ленина в Александровском саду около Угловой Арсенальной башни 20-метровый обелиск, установленный в честь 300-летия династии Романовых, был переделан в первый памятник революции и деятелям социализма. На нём высекли имена Карла Маркса и Фридриха Энгельса, Георгия Плеханова и других революционных деятелей.
В 1924 году у стены посадили первые кустарники и деревья. Позже, во времена Никиты Хрущёва, пытались посадить фруктовый сад, но передумали, так как вокруг фруктовых деревьев интенсивно размножаются фруктовые мошки. Осенью 1931-го липы заменили голубыми елями, а периодически усыхающие деревья пересаживали.
В 1946 году автором оформления некрополя стал архитектор Исидор Француз. На могилах Якова Свердлова, Михаила Фрунзе, Феликса Дзержинского, Михаила Калинина установили бюсты и надгробия, обрамлённые гранитными бордюрами с бронзовыми лавровыми листьями. На специальных плитах братских могил выбили имена похороненных. После реставрации к могилам открыли доступ посетителей.
В 1973—1974 годах провели масштабную реконструкцию некрополя по проекту архитекторов Григория Вульфсона, В. Данилушкина и скульптора Павла Бондаренко. Традиционные формы братских могил сохранили, но композицию дополнили новые архитектурно-скульптурные элементы: склонённые знамёна из гранита, лавровые венки на мраморных плитах, гранитные вазы для цветов. До 1973 года в некрополе росли рябины, сирень и боярышник. Их также заменили на голубые ели. За каждым бюстом вместо четырёх елей посадили по одной. Также обновили трибуны и гранит мавзолея. Монументальные украшения для братских могил выполнили резчики по камню Мытищинского завода художественного литья.

### Создание мавзолея
Зимой 1924 года построили временную деревянную усыпальницу Ленина, этот мавзолей стал центром некрополя. Проект этого здания поручили зодчему Алексею Щусеву, который создал проект за несколько часов в ночь на 22 января, а построили усыпальницу за двое с половиной суток . Весной того же года соорудили второй вариант деревянного мавзолея, который по виду напоминал современный гранитный, он простоял пять лет. Усыпальницу окружал сквер с низкой железной оградой.
В 1929-м Президиум ЦИК СССР принял постановление «О конкурсе проектов на сооружение монумента — постоянного Мавзолея В. И. Ленина на Красной площади в Москве». Участники представили на всенародный конкурс немало проектов. Весной того же года выяснилось, что новый конкурс был не нужен — деревянный мавзолей был крепким и не нуждался в срочной замене. Каменный мавзолей также по проекту Щусева воздвигли за 16 месяцев — к октябрю 1930 года. При этом внешний и внутренний объём увеличились, сделали его выше на 3 метра. Общий вес усыпальницы составлял примерно 10 тысяч тонн. Мавзолей занял самую высокую точку на Красной площади, его приподняли на 1 метр.

### Пост № 1
В 1970-е Роберт Рождественский написал поэму «210 шагов» — такое количество шагов должна была пройти смена караульных Поста № 1 от ворот Спасской башни Кремля до ступеней мавзолея, чтобы занять место часового на посту. Караульные проходили расстояние за 2 минуты 30 секунд, а их караульное помещение размещалось в ныне демонтированном 14-м корпусе. Два разводящих и десять караульных заступали на службу на сутки с 8:00 утра до 8:00 утра следующего дня. На каждого разводящего приходилось почти по пять километров маршрута. На караульных — по три километра и по пять часов несения службы на посту. Пост № 1 возле мавзолея прекратил существование 6 октября 1993 года, а 12 декабря 1997 пост № 1 восстановили у Могилы Неизвестного Солдата в Александровском саду.

## Перенос некрополя
Впервые тема ликвидации захоронений поднималась в 1953 году Советом министров и ЦК КПСС, которые приняли соответствующее постановление. Прах покоившихся у стены и тела Ленина и Сталина планировали перенести в проектируемый Пантеон, но проект закрыли.
В 2013 году открыли Федеральный военный мемориал «Пантеон защитников Отечества» в Мытищах, говорилось о возможности переноса останков из некрополя у Кремлёвской стены на это кладбище и о создании специального колумбария. Основная сложность переноса останков базируется на федеральном законе, который запрещает перезахоронение без согласия родственников, а в комплекс некрополя входит не одна братская могила с людьми, которые не идентифицированы. Также некоторые потомки захороненных у стены выступают против переноса, предполагая, что это вызовет недовольство общества, а также настаивают, чтобы у нового кладбища была история.

## В культуре
Русский артист Игорь Тальков неоднократно высказывался о необходимости десоветизации памятников истории русского народа, в частности ликвидации Мавзолея у Кремлёвской стены, и передачи Кремлёвской стены и некрополя у неё — в достояние русского народа, отразив тему некрополя у Кремлёвской стены в своей песне «Стоп! Думаю себе…», где усомнился в искренности намерений кампаний «развенчания культа личности» и «перестройки», поскольку «культовые места» советского режима оставались неприкасаемыми для «борцов с культом»: «Стоп, думаю себе, Что-то тут не так, Культ развенчан, А тиран спит в земле святой, И в святой земле лежат Палачи и гады Рядом с теми, кто раздавлен Был под их пятой», — на основании чего поэт заключает: «Перестроились, ублюдки, Во мгновенье ока, И пока они у трона, Грош цена всем нам».